# Jules Coleman
Jules Coleman (26 maggio 1947) è un giurista e filosofo statunitense.
durante la sua carriera è stato professore di giurisprudenza e di filosofia alla Yale Law School fino al 2012. Al 2023 era direttore accademico di MYX, un nuovo approccio ibrido all'istruzione superiore introdotto livello globale a partire dall'autunno 2021.
È considerato uno dei maggiori esponenti del "positivismo giuridico inclusivo".